# Дубровник
Ду́бро́вник (хорв. Dubrovnik), історична назва Рагу́за (лат. Ragusa) — портове місто на адріатичному узбережжі Далмації, у південній частині Хорватії. Дубровник — адміністративний центр жупанії Дубровник-Неретва. Його населення було в 2001 році 43 770 порівняно з 49 728 в 1991 році. У переписі 2001 року 88,39 % його громадян оголосили себе хорватами. Відомий міжнародний курорт, великий морський порт.
Дубровник — давнє місто з багатою історією. Від часів Середньовіччя розквіт міста базувався на морській торгівлі, що дозволило Дубровницькій республіці стати єдиним містом-державою в Східній Адріатиці, спроможним змагатися з Венецією. Завдяки своєму багатству й успішній дипломатії місто вражаюче розвивалося протягом XV і XVI століть. У Дубровнику розквітали мистецтво й наука, місто стало одним із центрів розвитку хорватської мови і культури, тривалий час там активно використовувалася далматинська мова, що нині вимерла. Покоління минулого залишили в Дубровнику приголомшливу архітектурну спадщину, що в поєднанні з красою місцевої природи привело до того, що місто називають «Перлиною Адріатики».

## Назва
Латинська назва міста, що закріпилася досі в італійській мові, — Рагуза (лат. ragusa, а також ragusium) — походить від назви острова, на якому засновано перше поселення біженців з Епідавру (11 км на південь від Дубровника, сучасний Цавтат), які залишили своє місто під тиском аваро-слов'янської навали близько 614 року. За однією з версій, назва Дубровник пов'язана з тим, що поселення було оточене дубовими гаями. Але це не єдина версія походження назви, адже дубові гаї були і навкруги інших поселень, але не наклали відбиток на їх ономастиці. Була висунута гіпотеза про походження назви міста від «Нового Епідавра»: Епідаврум Новум — Епідавраново — Еддабраново — Дабраново — Дубровник.
Близько Х століття на протилежній стороні затоки, біля підніжжя гори Срдж, була побудована церква святого Влаха, яка ознаменувала появу нового приходу. Потім тут з'явилося передмістя Прієко («Потойбіч»). Поступово обидва населені пункти зрослися в один, а протоку, що розділяла їх, осушили, і на її місці виникла центральна вулиця міста — Страдун або Плаца.
Упродовж століть обидві назви вживались у повсякденній мові: Рагузою місто зазвичай називали нащадки романського населення, Дубровником — хорвати. Проте в офіційному вживанні місто дуже довго називалося виключно Рагузою, хоч романська за походженням далматинська мова, якою розмовляли тут, майже зникла з ужитку ще в XVI столітті. Причини цього в тому, що історично офіційною мовою тутешніх місць аж до середини XV століття залишалася латина, а пізніше стала італійська мова. Слов'янське «Дубровник» стало вживатися офіційно лише з 1918 року, у зв'язку з виходом Далмації з-під австрійської влади.

## Історія

### Рання історія (VII століття— 1205 рік)
Дубровник засновано в VII столітті на невеликому острівці біля узбережжя. У XII столітті протока, що відокремлювала острів від берега була засипана, острів став півостровом, а на місці засипаної протоки розташувалася центральна вулиця міста — Страдун. На вулиці була покладена бруківка в 1468 році. Довга кам'яна стіна, що оточувала місто, неодноразово перебудовувалася у XI—XVII століттях.
У ранній період історії населення Дубровника було мішаного, романо-слов'янського походження, що спілкувалося далматинською мовою. Сильний античний вплив виявився у формуванні особливого полісного міського права, а також у швидкій християнізації за Римським зразком. Вже в 1022 році в місті засновано католицьке архієпископство.
З VII по XII століття Дубровник знаходився під владою Візантії, зберігаючи певну самостійність у суспільному і політичному житті, але вже починаючи з XII століття Дубровником правив місцевий князь (виборна посада). У цей же період відбувалися міські збори комуни і органів комунального врядування: Великої і Малої ради, князя-пріора. З ослабленням Візантії і посиленням у регіоні Венеції і норманів Південної Італії самостійність Дубровника швидко зміцнювалася.
У IX столітті місто зуміло протистояти тривалій облозі сарацинів. Протягом наступних століть місто розвивало морську і суходільну торгівлю по всьому Балканському півострову і в інших регіонах Європи, аж до чорноморських берегів і Константинополя. Особливе значення мали торговельні зв'язки Дубровника з сусідніми слов'янськими князівствами — Сербією, Боснією і Болгарією, у яких дубровницькі купці мали право вільної торгівлі і деякі монополії на видобуток корисних копалин (перш за все, солі і дорогоцінних металів).

### Венеційське панування (1205—1358)
У 1205 році Дубровник (що тоді носив назву Рагуза) був окупований Венецією, яка контролювала місто протягом 150 років. Князь Рагузи, а також члени Великої ради призначалися і підкорялися Венеційській республіці. Рагузький єпископ також проходив затвердження у Венеції. Проте до того часу Рагуза вже сформувалась як аристократична республіка, у якій ні венеційський князь, ні венеційський глава церкви не були спроможні обмежити дедалі потужний вплив національної аристократії і впровадження самоврядування.
В період венеційського панування Рагуза стала важливим постачальником шкір, воску, срібла та інших металів для Венеції, де товари з Рагузи були звільнені від митних зборів. Більш того, місто отримало захист від Венеції, проте в обмін Венеція використовувала Рагузу, як свою морську базу в південній Адріатиці. Одночасно посилювалися економічні позиції дубровницьких купців на Балканах.
Поселення рагузян виникли в усіх великих містах Балканського півострова, причому ці колонії користувалися правами внутрішнього самоврядування. Венеційський вплив особливо сильно проявився в закріпленні олігархічної системи врядування у Рагузі за зразком Венеції: у 1235 році був закритий доступ у Велику раду комуни, що різко відокремило стан нобілів, які отримали монополію на владу в місті, від загальної маси міщан-пополанів.
До цього часу ввели нове законодавство й нову систему врядування: князь — Мале віче — Велике віче — Рада призначених (Сенат). Законодавство набрало чинності 1235 року. Керування державою було обов'язком, правом і спільною турботою патриціїв. Глава держави — князь — обирався на 1 місяць і не міг бути знову обраним наступні 2 роки. Обраний у сенаті князь вважався першим серед рівних, але не мав абсолютної влади. Мале віче складалося з 11 членів і було виконавчою владою Сенату і Великого віче. Всі чоловіки патриціанських сімей після досягнення 18-річного віку ставали довічними членами Великого Віча. Велике віче щороку обирало членів Малого Віча і Сенату, виносили рішення по оподаткуванню, змін у конституції тощо.
Територія Рагузи поступово збільшувалася: в середині XIII століття до міста приєднали острів Ластово, в 1333 році у боснійських правителів купили Пелєшацький півострів, а в 1345 році приєднано острів Млєт. В січні 1348 року Рагуза зазнала епідемії чуми.

### Дубровницька (Рагузька) республіка (1358—1808)
До половини XIV століття в Рагузі була сформована аристократична республіка. Саме у ці роки сталася зміна найменування міста: Рагузька комуна (лат. communitas Ragusina) стала Рагузькою республікою (лат. respublica Ragusina). За часів республіки місто досягло піку своєї слави, у ці роки сформувалося архітектурне обличчя міста, відбувався бурхливий розвиток слов'янської науки і мистецтва, за що Рагузу часто називали «Слов'янськими Атенами». Не зважаючи на формальне підпорядкування різним державам, аж до свого скасування в 1808 року, Рагузька республіка була фактично незалежною державою, що грала важливу роль у торгівлі на Адріатиці та Балканському півострові.
У 1358 році, після поразки Венеції від угорського короля Лайоша I Великого, Рагуза визнала сюзеренітет Угорщини. Підсумкова угода між Лайошем I і архієпископом Джованні Саракою (італ. giovanni Saraca) була досягнута 27 червня в Вишеграді. Вплив угорських королів, що практично не мали флоту, на республіку був незначним, фактично вся повнота влади концентрувалася у місцевого нобілітету. Венеція не полишала спроб повернути Дубровник під свій контроль, але навіть після венеційського завоювання Далмації в 1411 році Рагузька республіка залишалася незалежною. Звільнення з-під влади Венеції сприяло бурхливому зростанню морської торгівлі, а також підвищенню значення міста як ремісницького центру. За рівнем розвитку ремесла Дубровник — єдиний з міст Далмації — не поступався італійським комунам.
У 1399 році до території республіки приєднали Дубровницьке примор'я — місцевість між Дубровником і Пелєшацом. Більш того, між 1419 і 1426 роками до володінь міста були додані території біля Конавлі з містом Цавтат.
З кінця XIV століття посилилась турецька загроза для існування Дубровницької республіки. У 1397 році, коли турки були ще далеко від її кордонів, підписано першу комерційну угоду з султаном Баязідом I і таким чином забезпечена вільна торгівля з Османською імперією. Республіка Дубровник в 1458 році визнала себе васалом Порти і зобов'язалася платити щорічну данину у розмірі 12 500 дукатів (з 1481 року). В той час Дубровник був єдиною християнською країною в Європі, що отримала такі вигідні торговельні привілеї (вони не були анульовані навіть у період битв між християнами і Османською імперією). У цей період відбувалася масова міграція в місто слов'янського населення, що тікало від турецької влади. Це призвело до витіснення далматинської мови і романського елементу в національному складі населення республіки, хоча офіційною мовою залишилася італійська — мова вузької панівної олігархії нобілів.
Найвищий розквіт Республіка зазнала в XV — XVI століттях, коли вона уміло балансувала між конкуруючими Венецією і Османською імперією, зберігаючи фактичну незалежність і ведучи вигідну торгівлю в Середземномор'ї. Дубровник став основним торговельним каналом Османської імперії на Адріатиці, а поселення дубровчан у турецьких містах на Балканах фактично монополізували торгівлю в цьому регіоні. Підтримуючи політику нейтралітету у війнах європейських держав із турками, Дубровник з успіхом розширював свої торговельні зв'язки. У всіх великих портах Середземномор'я були створені постійні заступництва республіки. Торговельний флот Дубровника в період між 1580 і 1600 рр. налічував більше 200 вітрильників. Місто стало, поряд із Генуєю, головним суперником Венеції в Середземному морі і на Адріатиці. В цей час Дубровник був і відомим культурним центром, тут жили безліч поетів, письменників, художників і учених, у числі інших варто назвати відомого драматурга М. Држича (1508—1567) і поета І. Гундуліча (1589—1638).
6 квітня 1667 року в Дубровнику стався руйнівний землетрус, що забрав життя більш ніж п'яти тисяч жителів разом із ректором (князем) республіки. Більшість міських споруд, побудовані в ренесансному йготичному стилях палаци, монастирі та церкви, зруйновано. Незайманими стихією залишилися тільки потужні стіни міста, а також палаццо Спонца і фасад палацу Ректора. Поступово місто відновили: використовувалося багато оригінальних креслень, проте створювалися і абсолютно нові будівлі, як правило, у стриманішому бароко. У роки відновлення був здебільшого сформований сучасний вигляд Дубровника.
З кінця XVI століття почався неухильний занепад республіки, викликаний переміщенням торговельних доріг в Атлантичний океан і зростанням конкуренції з боку голландських, англійських, грецьких та інших купців. Одночасно різко загострилися відносини з Венецією, що відновила спроби захвату республіки. В результаті, орієнтація Дубровника на Османську імперію ще більш посилилася, і країна стала найвірнішим союзником турків у Європі.
У XVIII столітті економіка Дубровницької республіки опинилася у важкій кризі: майже повністю припинилася підприємницька і торговельна діяльність на Балканах, деяке значення зберегло лише перевезення іноземних вантажів по Адріатиці. Політичний устрій залишався незмінним до самого падіння республіки.
У 1806 році до міста увійшли французькі війська Наполеона, а через два роки республіку було скасовано.

### Французька й австрійська влада (1808—1918)
У 1808 році Дубровницька республіка в результаті анексії Францією припинила своє більш ніж чотирьохсотрічне існування і в 1809 році, згідно з Шенбруннським договором, була включена до складу Іллірійських провінцій, французької території, що була створена в східній Адріатиці на завойованих Наполеоном землях.
Відтоді місто стало адміністративним центром Дубровницько-Которської провінції, очолюваної наполеонівським маршалом Огюстом Мармоном, що отримав титул князя Рагузького. В період французького панування була ліквідована олігархічна політична структура Дубровника, введена рівність громадян перед законом і прогресивний кодекс Наполеона, дозволено використання хорватської мови в офіційному листуванні.
Проте економіка міста продовжувала перебувати в занепаді, більш того, французькі контрибуції та різко збільшені податки сильно підірвали добробут міщан. В результаті, коли в місто в 1813 році ввійшли австрійські війська, вони були тепло зустрінуті дубровчанами.
Подальша історія Дубровника мало відрізнялася від історії всієї Далмації. Після падіння Першої імперії в 1814 році, місто згідно із завершальним актом Віденського конгресу увійшло до складу Австрійської імперії. Дубровник був включений до австрійської коронної землі Королівство Далмація.
Встановлення австрійської влади не сприяло пожвавленню економіки міста, зберігалася його відособленість від іншої частини імперії і Балканських ринків. На відміну від інших міст Далмації, у Дубровнику італійська буржуазія була слабка, а слов'янська інтелігенція, навпаки, мала великий вплив і сильні культурні традиції. Це призвело до того, що саме Дубровник став центром руху за злуку з Хорватією і проголошення хорватської мови офіційною. Під час революції 1848—1849 рр. слов'яно-італійські стосунки в Далмації загострилися. Дубровницький муніципалітет підтримав рішення Хорватського собору про приєднання Далмації до Хорватії, тоді як влада інших міст Далмації висловилися різко проти. Велике значення для розвитку хорватського національного руху в Далмації мало видання в Дубровнику газети «Аввеніре» (італ. l'avvenire — «Майбутнє»), у якій була опублікована програма руху ілліризму: федералізація Австрійської монархії, приєднання Далмації до Хорватії і слов'янське братерство. В той же час почали друкуватися й інші газети та журнали хорватською мовою, що пропагували спільність південних слов'ян і вимагали введення хорватської мови в школах і в адміністрації. Багато в чому завдяки активній діяльності дубровницьких лібералів 2 вересня 1848 року імператор затвердив декрет про введення навчання рідною мовою в початкових школах у Далмації та введення другої мови як обов'язковий предмет у середніх школах. Проте в Октроїруваній конституції 1849 року вимоги далматських хорватів враховані не були: Далмація отримала самоврядування, проте залишилася окремою провінцією імперії.
Новий підйом національного руху в Дубровнику припав на період обережних реформ в Австрійській імперії в 1860—1861 роках. У місті пройшли маніфестації на підтримку об'єднання Далмації і Хорватії в єдине автономне королівство з власним парламентом. У цих виступах дубровчан підтримали мешканці Котору, була сформована спільна которсько-дубровницька делегація, яка повинна була зустрітися з імператором. Проте реформи 1860—1861 рр. провалилися, а в 1867 році була підписана Австро-угорська угода, відповідно до якої імперія перетворювалася в двоєдину монархію Австро-Угорщину, причому Хорватія відходила до Угорської частини, а Далмація з Дубровником залишалися у складі австрійської Цислейтанії. В кінці XIX століття національний рух дещо послабшав. На перший план вийшли економічні проблеми: Далмація залишалася однією з найвідсталіших провінцій Австрійської імперії, тут практично не було промисловості, а після окупації Боснії і Герцеговини її економіка і шляхи сполучення були переорієнтовані на Австрію, що підірвало традиційні зв'язки Дубровника з цією областю. Деяке значення зберігало лише суднобудування, причому флот Дубровника був найбільшим серед міст Далмації. Проте і він поступово втрачав свої позиції, не витримуючи конкуренції з «Австрійським Ллойдом», найбільшим пароплавством Австро-Угорщині, що базувався в Трієсті.

### Новітня історія (1918 — 1991)

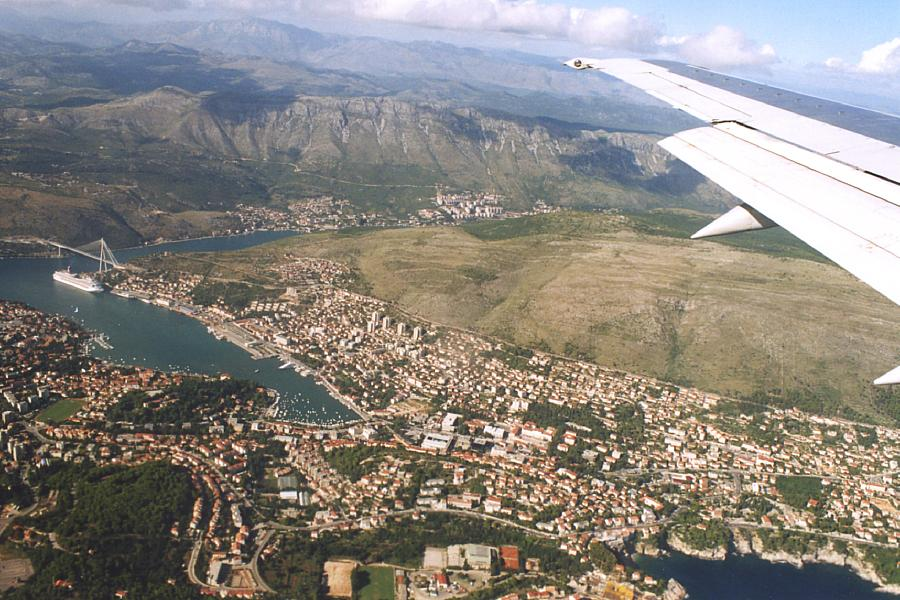
Сучасна частина Дубровника (вигляд із літака)

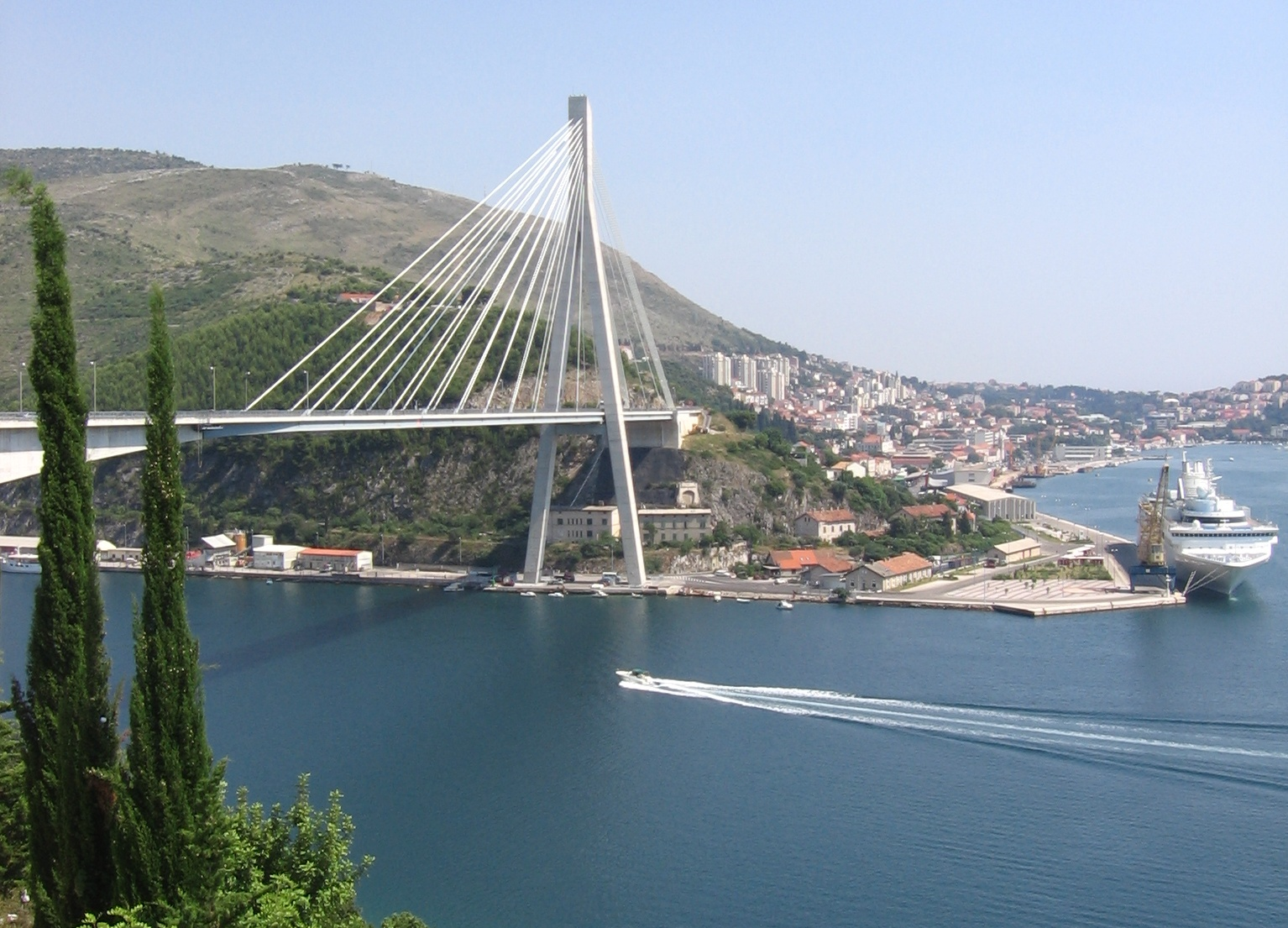
Дубровницькій міст Франьо Туджман і порт Груж

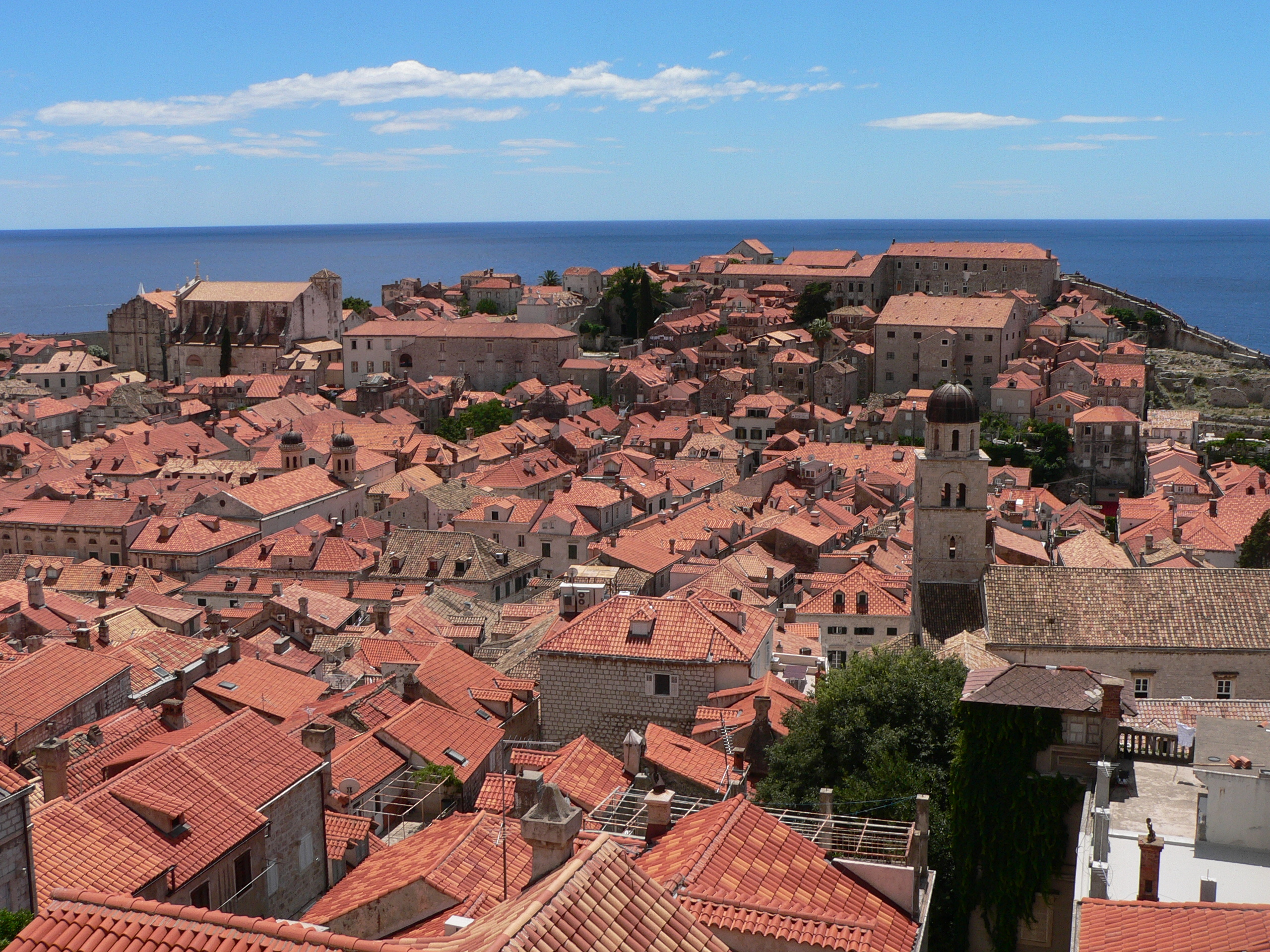
Дахи будинків у Дубровнику

У 1918 році, після закінчення Першої світової війни стався розпад Австро-Угорщини. Дубровник разом з іншою Далмацією увійшов до складу Держави Словенців, Хорватів і Сербів, що проголосила незалежність 29 жовтня. Нова країна проіснувала недовго: 1 грудня вона об'єдналась із Королівством Сербія, сформувавши таким чином Королівство сербів, хорватів і словенців (з 6 січня 1929 — Королівство Югославія). У 1918 році сталася ще одна відома подія: зміна назви міста. Колишня Рагуза стала офіційно іменуватися Дубровником — слов'янською назвою, відомою впродовж кількох століть, що її вживало в повсякденній мові місцеве населення.
У 1929—1939 роках, у результаті проведеної в королівстві територіальної реформи, Дубровник увійшов до складу Зетської бановини, яка об'єднала землі, населені боснійцями, сербами і хорватами на території сучасної Чорногорії та місцевостях, що оточують її. В 1939 році, місто було віднесене до утвореної в цьому ж році Хорватської бановини, де залишалося аж до 1941 року — року розпаду Югославського королівства.
На початку Другої світової війни місто стало однією з перших частин Незалежної хорватської держави. З квітня 1941 по вересень 1943 року Дубровник окуповано італійськими військами, а потім німецькими. У жовтні 1944 року місто було звільнене від німців югославськими партизанами.
У 1945 році Дубровник стає частиною другої Югославії, а Конституцією 1946 року він був віднесений до складу новоствореної Хорватської народної Республіки.
У 1979 році сталася важлива для культури Дубровника подія — територія Старого міста була включена до списку об'єктів Світової спадщини ЮНЕСКО. Це визначило сучасне положення Дубровника, як міста-музею і найважливішої туристичної пам'ятки Хорватії.

### Сучасна історія (1991 — дотепер)
Розпад Югославії став важким випробуванням для міста. Проголошення Хорватією 25 червня 1991 року своєї незалежності і подальша за цим війна призвели до однієї з найдраматичніших сторінок в історії Дубровника.
1 жовтня 1991 року частини Югославської народної армії оточили місто й почали його бомбардування, що тривало до травня 1992 року, хоч історичний центр Дубровника ще в 1970 році був демілітаризований. Найсильніша атака припала на 6 грудня 1991 року, коли за один день було вбито 14 жителів міста і поранено 60. Всього за місяці бомбардувань у Дубровнику, згідно з даними хорватського відділення організації Червоного Хреста, число загиблих становило 114 чоловік. Окрім людських жертв, підсумком війни стало руйнування й пошкодження багатьох історичних пам'яток.
Після закінчення війни хорватська влада спільно з ЮНЕСКО стала до проєкту відновлення Дубровника. Масштабні роботи були завершені в 2005 році. На згадку про жертви війни на вершині гори Срдж (хорв. Srđ), місця з якого вівся обстріл міста, був встановлений хрест.
Здобуття Хорватією незалежності і процес інтеграції в європейські інститути сприяли збільшенню числа туристів, що відвідують Дубровник. У ньому з'явилися нові готелі, проводиться реконструкція старих. Унікальна архітектура Дубровника стала затребуваною у кіномистецтві. Низка таких об'єктів, як: гавань Дубровника, вулиця Od Rupa, сходи єзуїтів стали локаціями для зйомок американського телесеріалу у жанрі фентезі «Гра престолів» (англ. Game of Thrones).

## Клімат
Клімат Дубровника є типовим для Середземномор'я, з м'якою, дощовою зимою і спекотним, сухим літом. Але, відрізняється від інших місць зі середземноморським кліматом потужними вітрами і частими грозами. Бора дме в період з жовтня по квітень.
Як правило, у липні і серпні вдень максимальна температура сягає +29 °C, а вночі падає до 21 °C. Ліпший клімат навесні і восени, коли максимальна температура, як правило, між 20 °C і 28 °C. Протягом зими температура знижується інколи нижче нуля, тоді як у південних районах Адріатичного моря в цілому залишаються вищими нуля.
Із 2774 сонячними години на рік, Дубровник належить до найсонячніших міст Європи. Середньорічний сонячний показник становить 7 годин, а в липні зафіксовано 12,4 сонячні години на день.
| Клімат Дубровника                                         | Клімат Дубровника | Клімат Дубровника | Клімат Дубровника | Клімат Дубровника | Клімат Дубровника | Клімат Дубровника | Клімат Дубровника | Клімат Дубровника | Клімат Дубровника | Клімат Дубровника | Клімат Дубровника | Клімат Дубровника | Клімат Дубровника |
| Показник                                                  | Січ.              | Лют.              | Бер.              | Квіт.             | Трав.             | Черв.             | Лип.              | Серп.             | Вер.              | Жовт.             | Лист.             | Груд.             | Рік               |
| Абсолютний максимум, °C                                   | 18,4              | 24,1              | 23,0              | 26,3              | 32,9              | 35,7              | 36,3              | 38,4              | 33,5              | 30,5              | 25,4              | 20,3              | 38,4              |
| Середній максимум, °C                                     | 12,3              | 12,6              | 14,4              | 16,9              | 21,5              | 25,3              | 28,2              | 28,5              | 25,1              | 21,1              | 16,6              | 13,4              | 19,7              |
| Середня температура, °C                                   | 9,2               | 9,4               | 11,1              | 13,8              | 18,3              | 22,0              | 24,6              | 24,8              | 21,4              | 17,6              | 13,3              | 10,3              | 16,3              |
| Середній мінімум, °C                                      | 6,6               | 6,8               | 8,4               | 11,0              | 15,3              | 18,9              | 21,4              | 21,6              | 18,4              | 14,9              | 10,7              | 7,8               | 13,5              |
| Абсолютний мінімум, °C                                    | −7                | −5,2              | −4,2              | 1,6               | 5,2               | 10,0              | 14,1              | 14,1              | 8,5               | 4,5               | −1                | −6                | −7                |
| Середня кількість сонячних годин на місяць                | 130,2             | 144,1             | 179,8             | 207,0             | 266,6             | 312,0             | 347,2             | 325,5             | 309,0             | 189,1             | 135,0             | 124,0             | 2669,5            |
| Норма опадів, мм                                          | 98.3              | 97.9              | 93.1              | 91.4              | 70.1              | 44.0              | 28.3              | 72.5              | 86.1              | 120.1             | 142.3             | 119.8             | 1064.0            |
| Днів з опадами                                            | 11,2              | 11,2              | 11,2              | 12,0              | 9,4               | 6,4               | 4,7               | 5,1               | 7,2               | 10,8              | 12,4              | 12,0              | 113,6             |
| Вологість повітря, %                                      | 59.9              | 58.4              | 61.2              | 64.2              | 66.7              | 63.8              | 58.2              | 59.2              | 61.9              | 62.2              | 62.4              | 60.3              | 61.5              |
| --------------------------------------------------------- | ----------------- | ----------------- | ----------------- | ----------------- | ----------------- | ----------------- | ----------------- | ----------------- | ----------------- | ----------------- | ----------------- | ----------------- | ----------------- |
| Джерело: Croatian Meteorological and Hydrological Service |                   |                   |                   |                   |                   |                   |                   |                   |                   |                   |                   |                   |                   |

## Населення
Населення громади за даними перепису 2011 року становило 42 615 осіб, 6 з яких назвали рідною українську мову. Населення самого міста становило 28 434 осіб.
Динаміка чисельності населення громади:
Динаміка чисельності населення самого Дубровника:

## Населені пункти
До громади Дубровника, крім самого міста, входять такі поселення:
- Босанка
- Брсечине
- Донє Обулєно
- Дубравиця
- Горнє Обулєно
- Громача
- Затон
- Клишево
- Кнежиця
- Колочеп
- Комолаць
- Лопуд
- Лозиця
- Любач
- Мокошиця
- Мравиняць
- Мрчево
- Нова Мокошиця
- Орашаць
- Осойник
- Петрово Село
- Побреж'є
- Прієвор
- Рожат
- Суджурадж
- Сустьєпан
- Чайковиця
- Чайковиці
- Шипанська Лука
- Шумет
- Трстено

## Транспорт
Автомобільне сполучення з іншою частиною країни здійснюється Ядранським шляхом (хорв. jadranski put, або — Адріатична магістраль) — шосе, що перетинає все узбережжя країни. Налагоджене автомобільне сполучення з Чорногорією та Боснією і Герцеговиною.
Автобусне сполучення зв'язує Дубровник зі всіма великими містами Хорватії та Боснії і Герцеговини, а також деякими містами Чорногорії і Сербії. Автовокзал розташовано біля порту на півострові Лапад.
Морський порт Дубровника здатний приймати великі судна. Існує регулярне поромне сполучення з Рієкою, Спліт, Елафітськими островами і островом Млєт.
За 20 км на південний схід від Дубровника, біля містечка Чиліпі, розташований міжнародний аеропорт. У 2005 році, вперше після 1990 року, чисельність пасажиропотоку перевищила 1 мільйон чоловік.

## Наука і освіта
У 2003 році в місті засновано Університет Дубровника, що має зараз понад 2 600 студентів. Це наймолодший університет Хорватії.
Єдиною класичною середньою школою з 1991 року є Єпископська класична гімназія Руджера Бошковича у Дубровнику.

## Іноземні консульства
У Дубровнику розташовані консульства наступних держав:
- Данія
- Нідерланди
- Австрія
- Велика Британія

## Архітектура

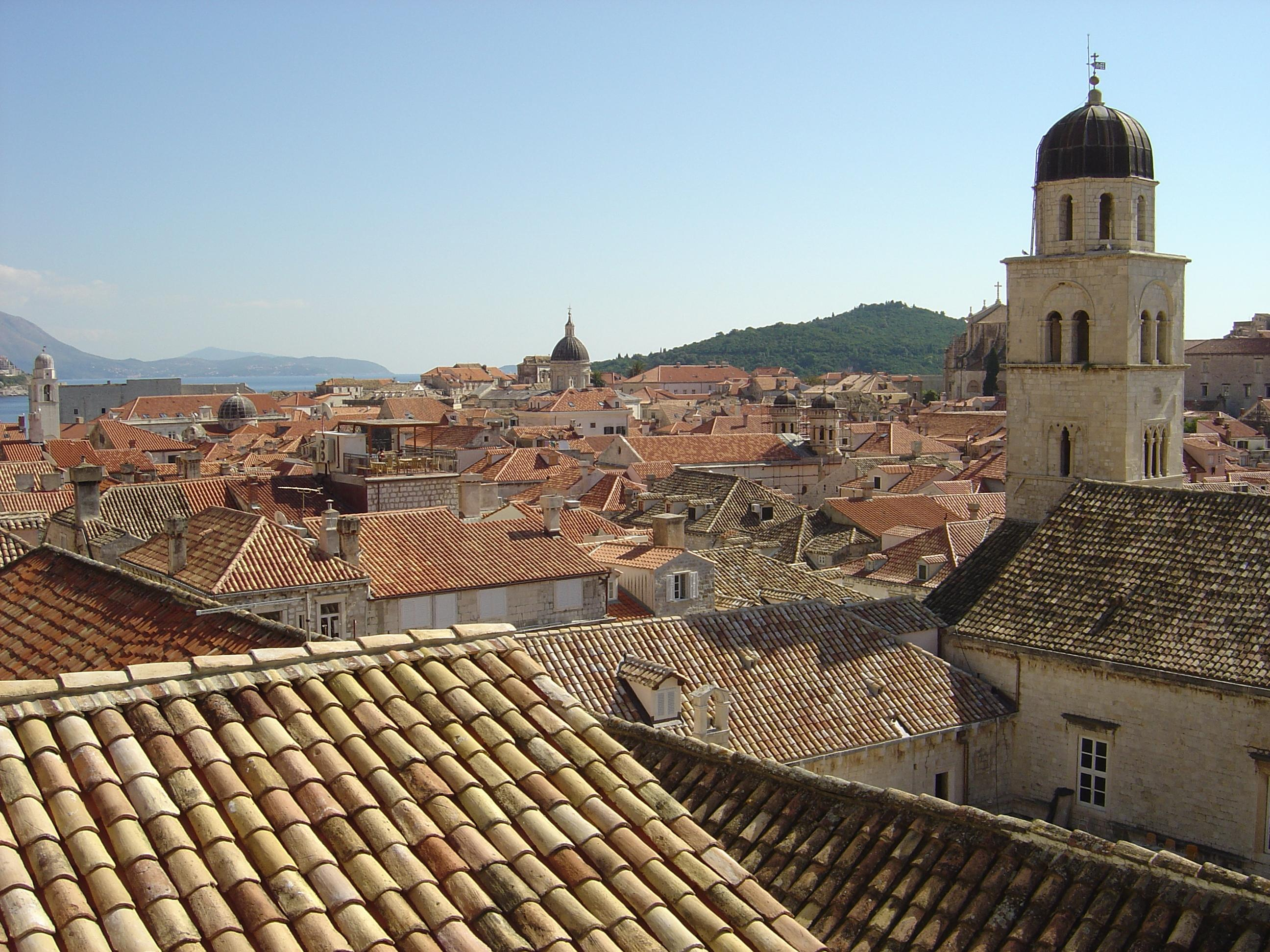
Історичний центр Дубровника

В архітектурному відношенні Дубровник поділяється на дві нерівні частини: Старе і Нове місто. Історичне ядро міста, Старе місто, розташоване в межах масивної оборонної стіни, сформувало свій вигляд в XVII столітті. Старе місто є зразком середньовічного середземноморського міста, що добре збереглося. Нове місто, не зважаючи на наявність деяких давніх споруд, здебільшого забудовувалося в кінці XIX — початку XX століття, а тому в ньому переважає сучасна, як правило, малоповерхова архітектура.

### Старе місто

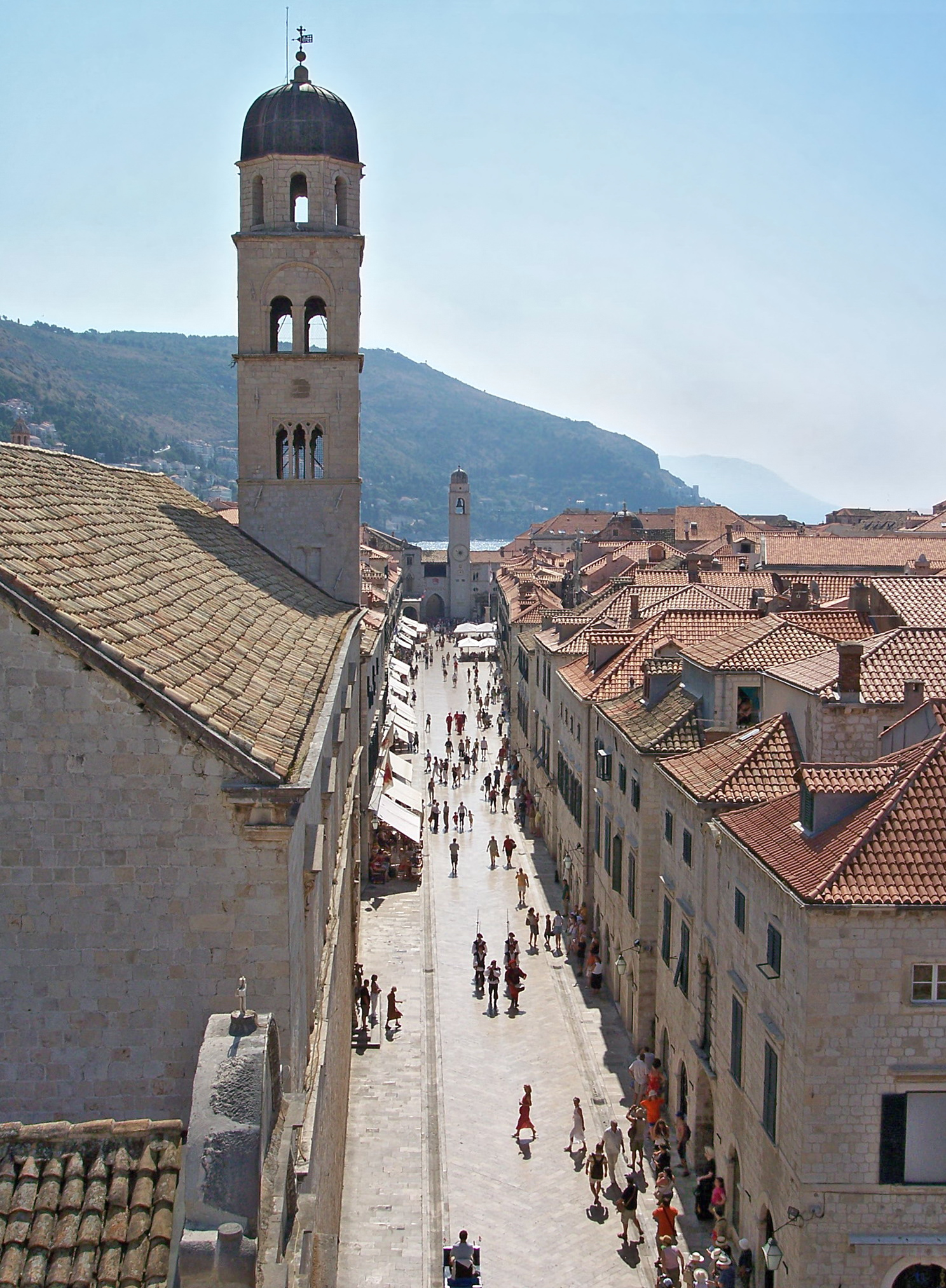
Страдун, головна вулиця Дубровника

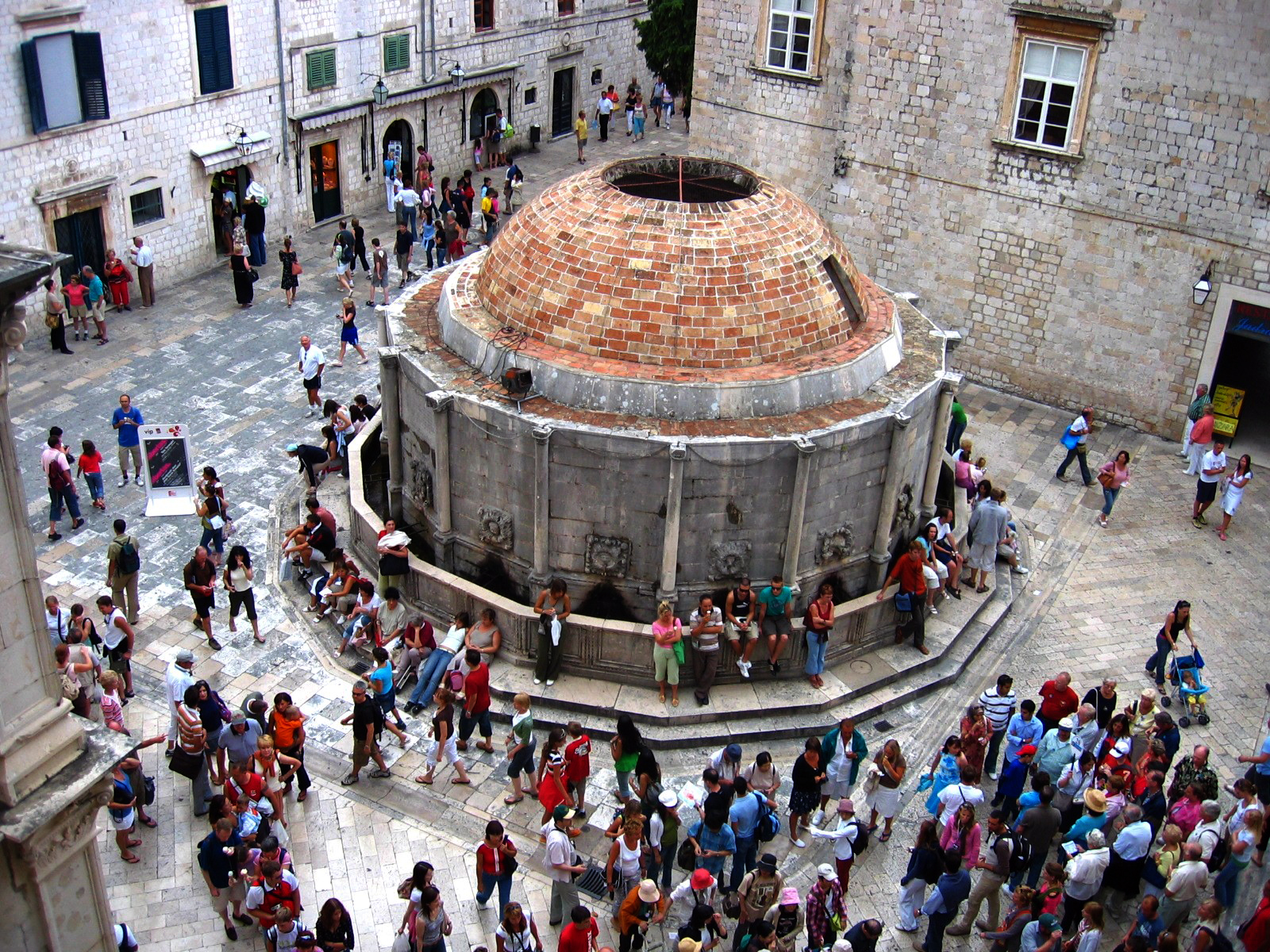
Фонтан Онофріо

- Страдун — центральна вулиця Старого міста. Улюблене місце прогулянок туристів і жителів міста.
- Міські мури. По міських стінах можна обійти старе місто по периметру (приблизно 2 км). З муру відкриваються прекрасні види на місто, море і міську гавань.
- Брама Піле (XVI століття). Центральний вхід до Старого міста.
- Князівський палац (Дубровник).
- Франциськанський монастир (XIV століття). Розташований при вході у місто біля воріт Піле. Прекрасний внутрішній двір. Монастирська аптека, відкрита для туристів. На площі поряд із монастирем — Великий фонтан Онофріо (XV століття), архітектор Онофріо делла Кава.
- Площа Ложа. Головна міська площа, розташована на протилежному від брами Піле краю Страдуна. На площі знаходяться дзвіниця з годинником, Малий фонтан Онофріо, міська ратуша.
- Церква св. Влаха (XVIII століття). Церква в ім'я святого Влаха (Блазіуса) — заступника Дубровника розташована на тій же площі Ложа. У вівтарі церкви — позолочена статуя святого зі срібла — шедевр дубровницьких ювелірів XV століття.
- Палац Спонца (1516 р.). Знаходиться ліворуч від площі Ложа. Одна з найкрасивіших будівель міста. Зараз у ньому — міський архів.
- Міська гавань — старовинна гавань, де і зараз швартуються катери і незліченні рибальські човники, прикрита від моря фортом св. Івана (XVI століття). У форті увагу туристів привертають два цікаві музеї — Музей мореплавання і Акваріум, де можна помилуватися на мешканців Адріатичного моря.
- Домініканський монастир (XIV—XVI століття) — виконував одночасно і захисну функцію, прикриваючи гавань з боку берега. Зараз у ньому музей.
- Кафедральний собор Вознесіння Діви Марії (1667 р.) був побудований після землетрусу на фундаменті давньої базиліки. У ризниці собору експонується унікальна колекція коштовностей і реліквій.
- Етнографічний музей або музей Рупе, розташований в будівлі колишнього міського зерносховища (1543 р.).

### Нове місто
- Форт Ловрієнац

### Околиці
- За 12 км від Дубровника в м. Трстено розташований дендрарій — «Арборетум Трстено», заснований в 1492 році.
- У бухті Дубровника знаходиться невеликий лісистий острів Локрум з відмінними пляжами. У туристичний сезон туди щогодини ходять катери з дубровницької гавані.

## Реставрація забудови

### Реставраційні процеси (етапи розвитку)
І. Як міська цілісність Дубровник був включений до Списку всесвітньої спадщини ЮНЕСКО в 1979 році. У цьому ж році в Дубровнику випав катастрофічний землетрус у 7º MCS, що пошкодило його оточення. Серед понад тисячі пошкоджених будинків найбільш пошкоджені були найвищі за значенням пам'ятки саме у історичному центрі. Після землетрусу розпочато систематичне та довгострокове плановане оновлення Дубровника. Він базувався на конкретному законі та застрахував довгострокове фінансування з різних джерел, головним чином із Республіки Хорватія. Невідкладні захисні роботи на початку незабаром перетворилися на повне конструктивне посилення найбільш пошкоджених конструкцій.
Незабаром було розпочато всеосяжну активізацію історичного центру. Видатні експерти з усієї країни брали активну участь у всіх етапах відновлення від підготовки до реалізації через різні наукові та професійні інститути, зокрема через Консультативну раду експертів. Незабаром, після землетрусу, Інститут реставрації Дубровника заснований як інститут, який постійно піклується про оновлення міста протягом останніх тридцяти років.
ІІ. Інститут функціонував у найскладніші моменти, під час військової агресії в Дубровнику з 1991 по 1995 рік. Досвід від землетрусу був дорогим у ті часи, і експерти Інституту брали участь у радах з оцінки збитків, займалися реєстрацією збитків та видачі атестацій військової шкоди в районі Дубровника. Інститут також розробив пілотний проєкт щодо встановлення збитків та оцінки витрат на реконструкцію шести важко знищених історичних сіл у районі Дубровника.
Після закінчення війни Інститут перейшов на складне завдання відновити місто від воєнних збитків. Незважаючи на те, що найважчі видимі поразки у війнах на будівлях були значною мірою відремонтовані, багато хто з них є наслідками землетрусу, які очікують на ремонт. Тільки протягом останніх десяти років ми повернулися назад до конструктивного відновлення будинків, пошкоджених землетрусом у місті, оскільки вони знаходяться в набагато гіршому стані зараз, у той момент, коли їх відновлення було зупинено.
На жаль, багато з перелічених будівель були сильно пошкоджені під час обстрілу Дубровника в 1991 році; щоб зберегти спадщину та історію для майбутніх поколінь, потрібні швидкі заходи. ЮНЕСКО негайно помістив місто у свій список місць «Всесвітня спадщина в небезпеці» та закликав до міжнародної солідарності та допомоги. Після припинення вогню був наданий фінансовий внесок, а також надання міжнародних експертів для завершення та нагляду за проєктованою реставрацією Старого міста Дубровника.

### Об’єкти міста
1. Пожертвування, вартістю близько 200 000 доларів США та покриття 10—15 % потреб, допомогло відновити так званий п'ятий фасад міста — його дахи. Цей процес майже завершено, і залишається лише кілька моментів, що очікують на ремонт. Після пріоритетних потреб (таких, як заміна черепиці), необхідно провести інші роботи, як-от відновлення дев'яти зруйнованих палаців та деталі францисканських та домініканських монастирів.
2. Деякі з цих робіт були виконані протягом останніх двох років, відновлено важливі предмети і твори мистецтва, як-от купол спільної годинникової башти[25], купол церкви Сигурата або декоративний медальйон на фронті церкви Святого Блазіуса на головній вулиці, свердловина в стародавньому монастирі Кларисей. Більшість із цих заходів здійснено завдяки пожертвуванню приватних громадян або національних та міжнародних установ. Медальйон церкви Святого Блазіуса — це робота і подарунок французьких каменярів від реставраційного підприємства Квелін. Свердловину відновили польські майстри, що працюють на ПКЗ.
3. Нещодавно американська фундація запропонувала гроші, необхідні для репатріації головної вулиці Старого міста — Страдуна. Різні донори допомогли оснастити сучасними технологіями нову реставраційну лабораторію, яка розмістилася у францисканському монастирі.
4. Церква святого Власія (Влаха) — римо-католицький храм у хорватському місті Дубровнику, історико-архітектурна пам'ятка у стилі бароко. Храм побудований на початку XVIII століття на місці старої романської церкви, яка пережила сильний землетрус 1667 року, але згоріла під час пожежі 1706 року. Нова будівля зводилася в період з 1706 по 1715 роки за проєктом венеційського архітектора Маріно Гропеллі. Храм отримав багато оздоблений фасад із порталом у стилі бароко, а також широкі сходи. Крім того, на даху спорудили великий купол.
5. Ще одна визначна пам’ятка епохи Ренесансу в Дубровнику — Палац ректора. Коли Дубровник був столицею Дубровницької республіки, містом керував ректор, для якого й був побудований розкішний палац. У первісному вигляді Палац більше нагадував форт, однак будівля була зруйнована в результаті вибуху порохового арсеналу на першому поверсі.

### Деталі, які пояснюють специфіку
Ремонт тепер обмежується лише історичним центром Дубровника. Значно змінився підхід до сейсморозвідки: основною повнотою ремонту є блок, рядок. Сейсмічний ремонт проводиться частково з зовнішньої сторони ряду, блоку. Значні роботи були зроблені для підкріплення та консолідації зовнішньої кладки, а також для підкріплення конструктивної системи цілісності шляхом встановлення зв'язків із нержавіючої сталі. Дахи також ремонтуються. Це максимальне можливе втручання в умови житлових будинків. Оновлення як ідея не була чітко визначена в наших правилах будівництва, і це означає, що одночасно виконується кілька різних видів діяльності на нерухомому культурному об'єкті з метою його відродження та підкріплення: конструктивне оновлення та сейсмічне підкріплення, реставрація і десь відбудова, реституція, адаптація, очищення від недавніх невідповідних втручань. Це виявляється ідеальним терміном для сукупності різнорідних заходів, які слідують за суттєвим втручанням у нерухоме культурне надбання, яке почалося інтенсивніше після землетрусу 1979 року.
Роботи з реконструкції не виконуються лише для пам'ятників, але і для мешканців, які живуть у них, і надають місту особливу атмосферу. Процес реконструкції є частиною активізації історичного центру, і тому ми заявляємо про необхідність збільшення інвестицій та реалізації проєктів, що дозволяють жителям повернутися в місто та його життя в майбутньому.
У місті Дубровник чимало реставраційних робіт останнього десятиліття завдяки декільком організаціям: ЮНЕСКО, Інститут реставрації та Парламентський комітет, який був сформований два роки тому та успішно займається проєктами реабілітації, реновації, репатріації тощо.

## Галерея

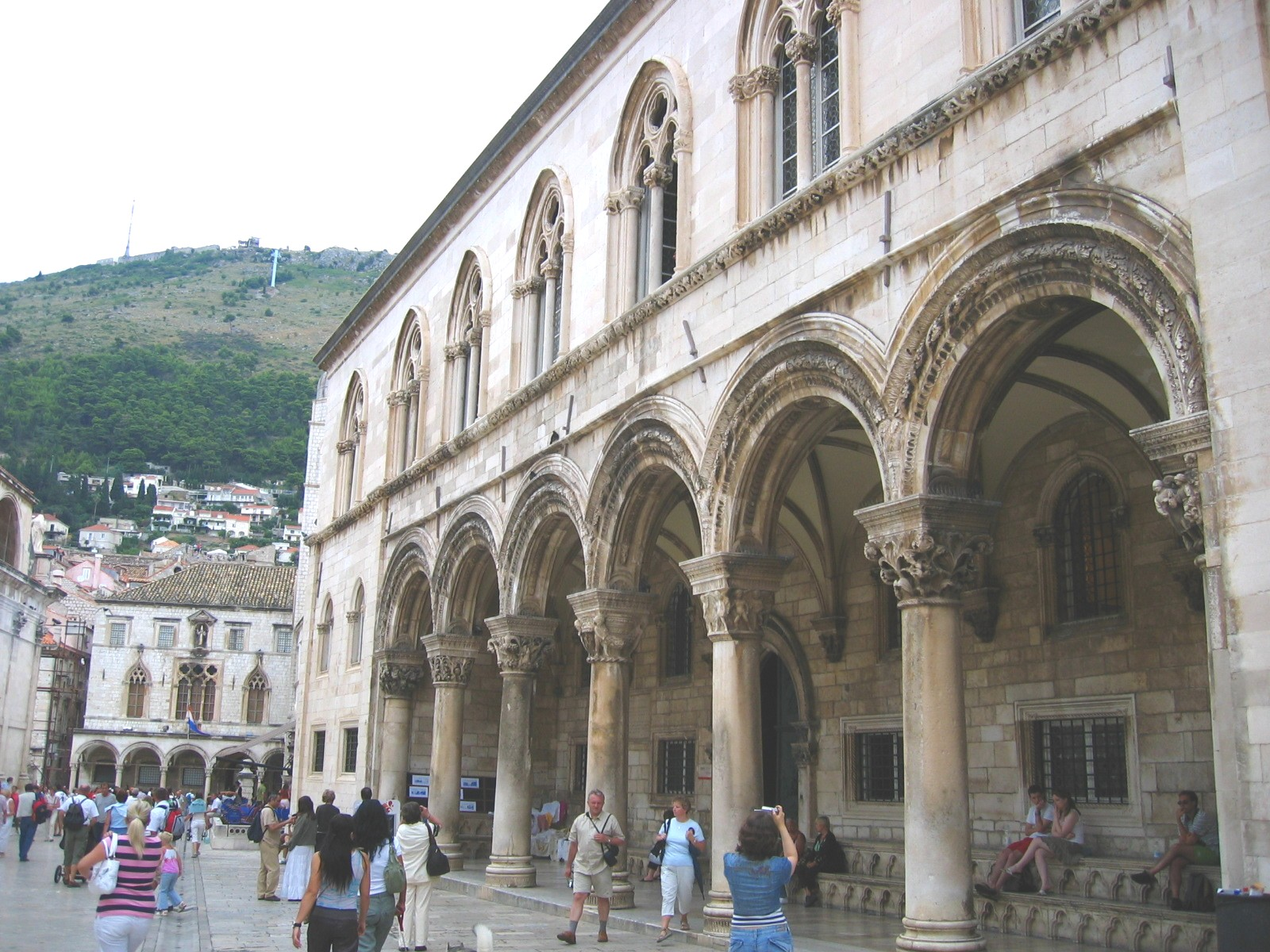
Палац ректора
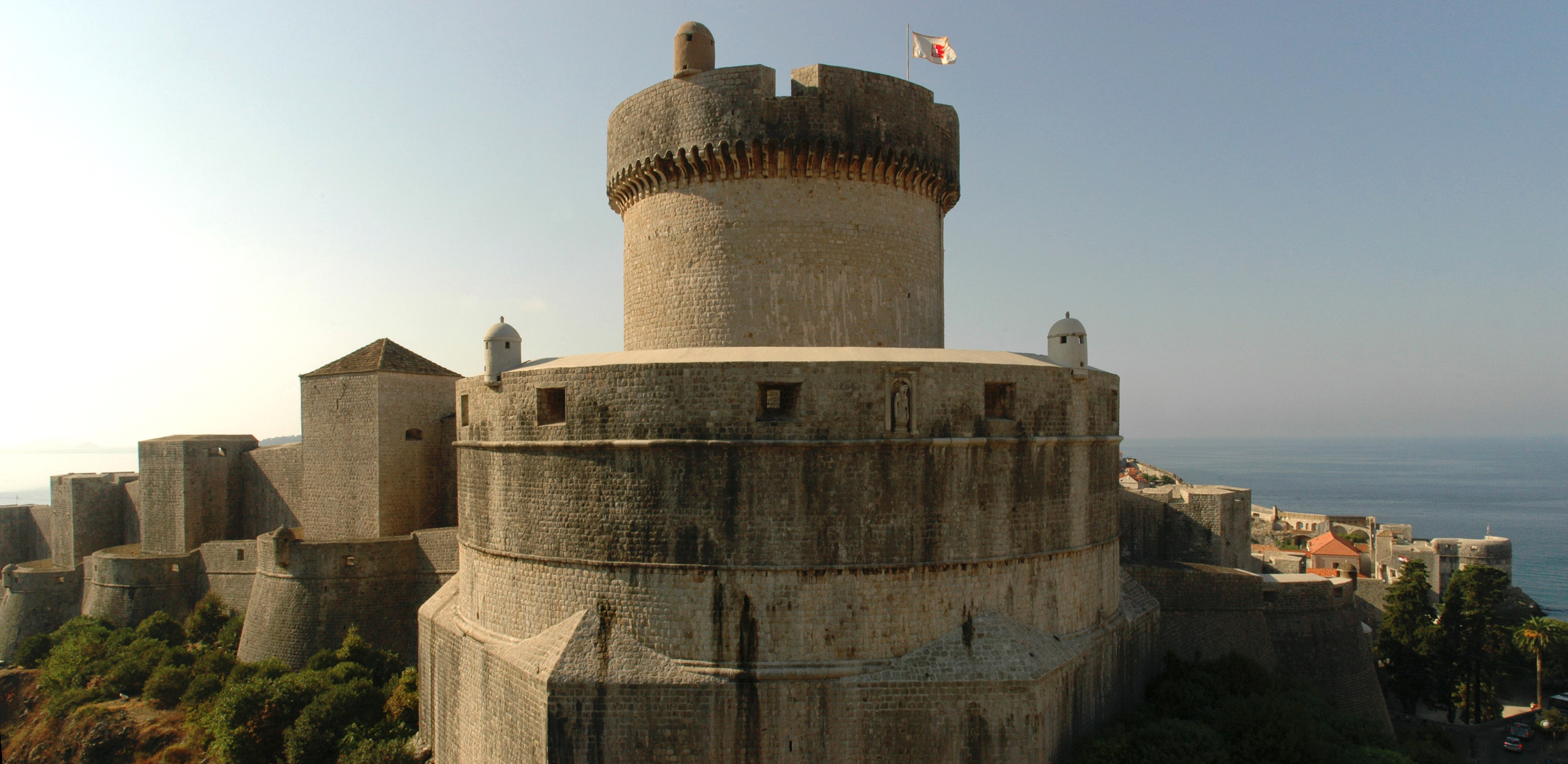
Фортеця Дубровника
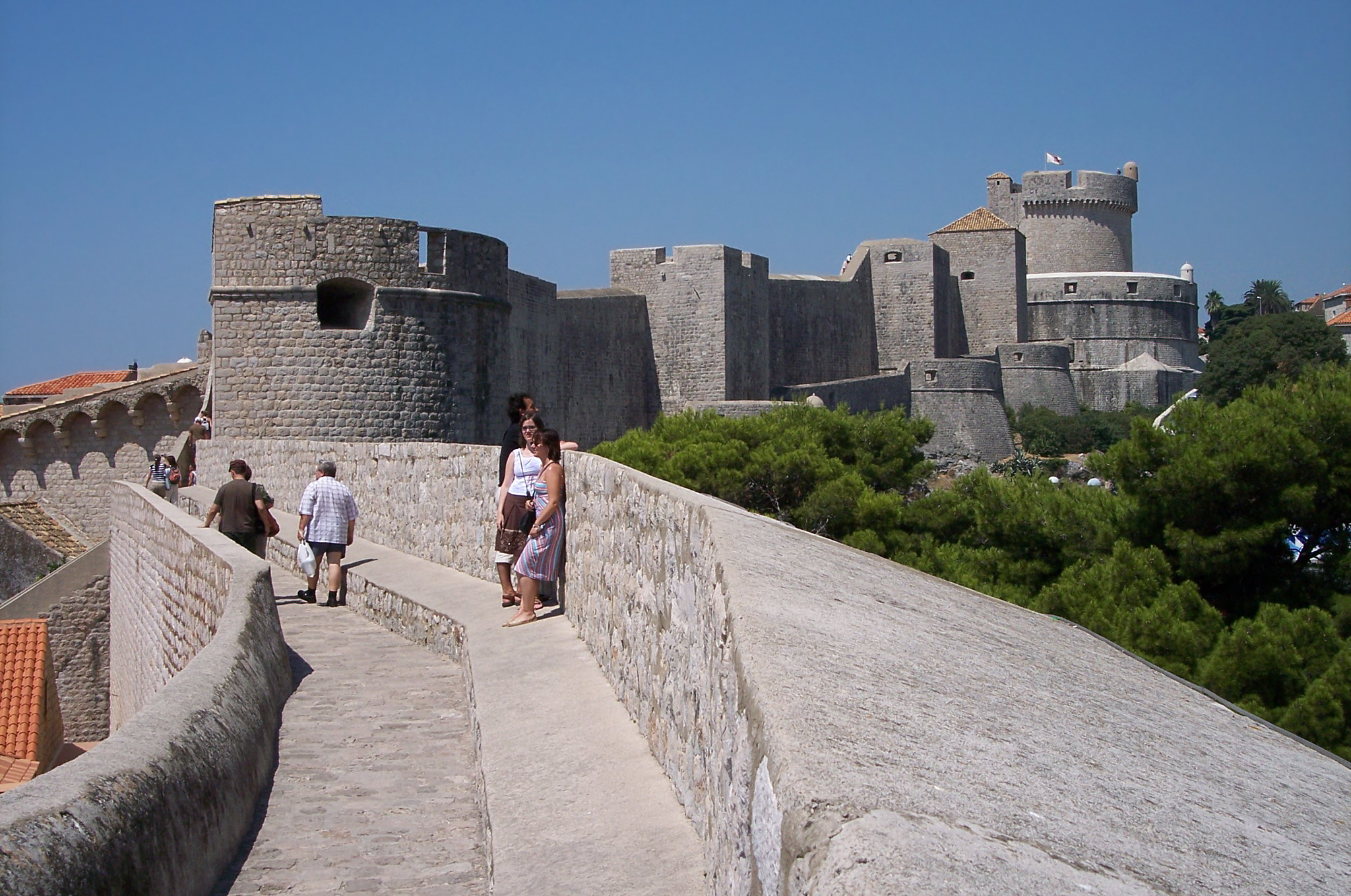
Міські мури
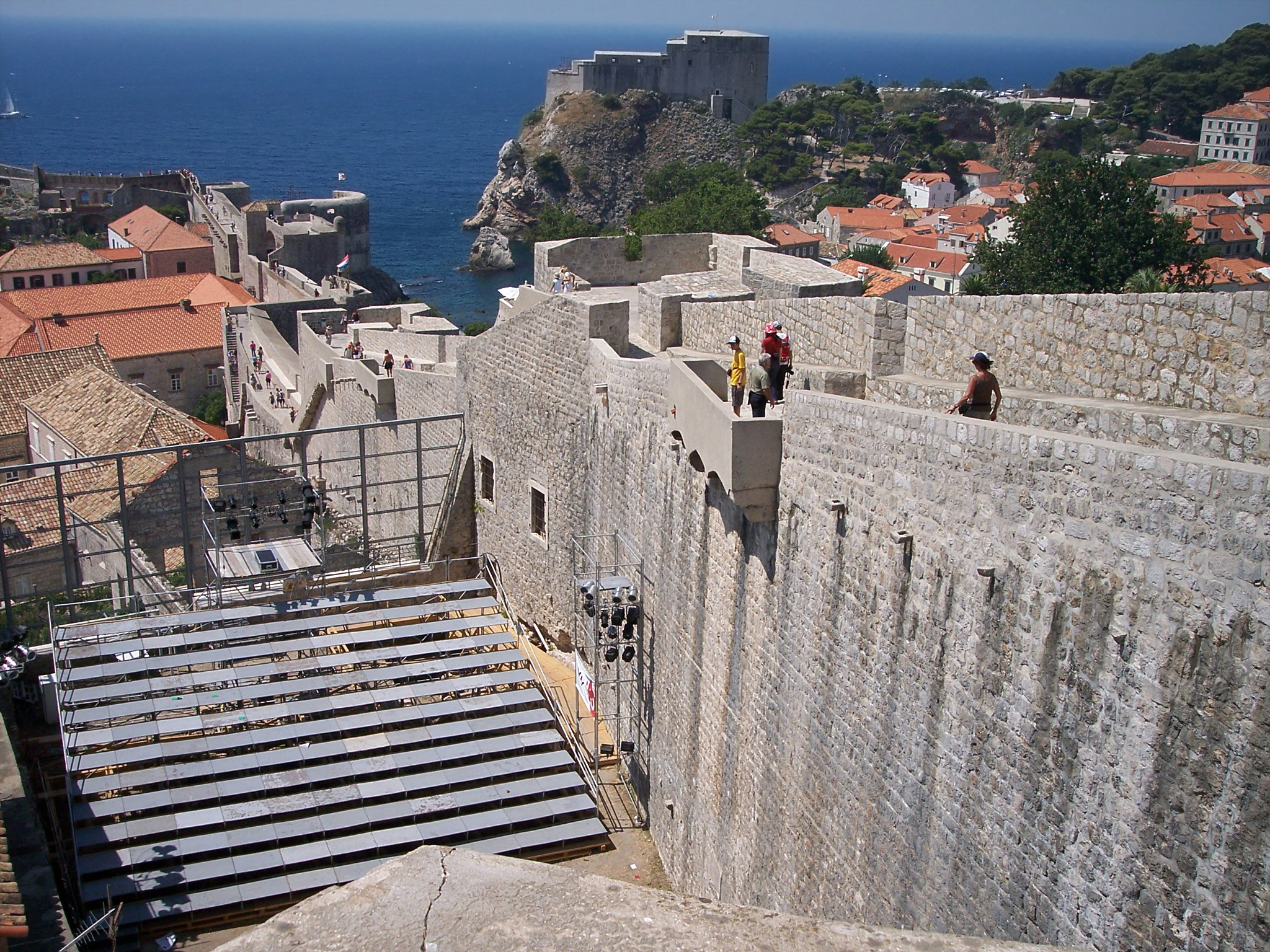
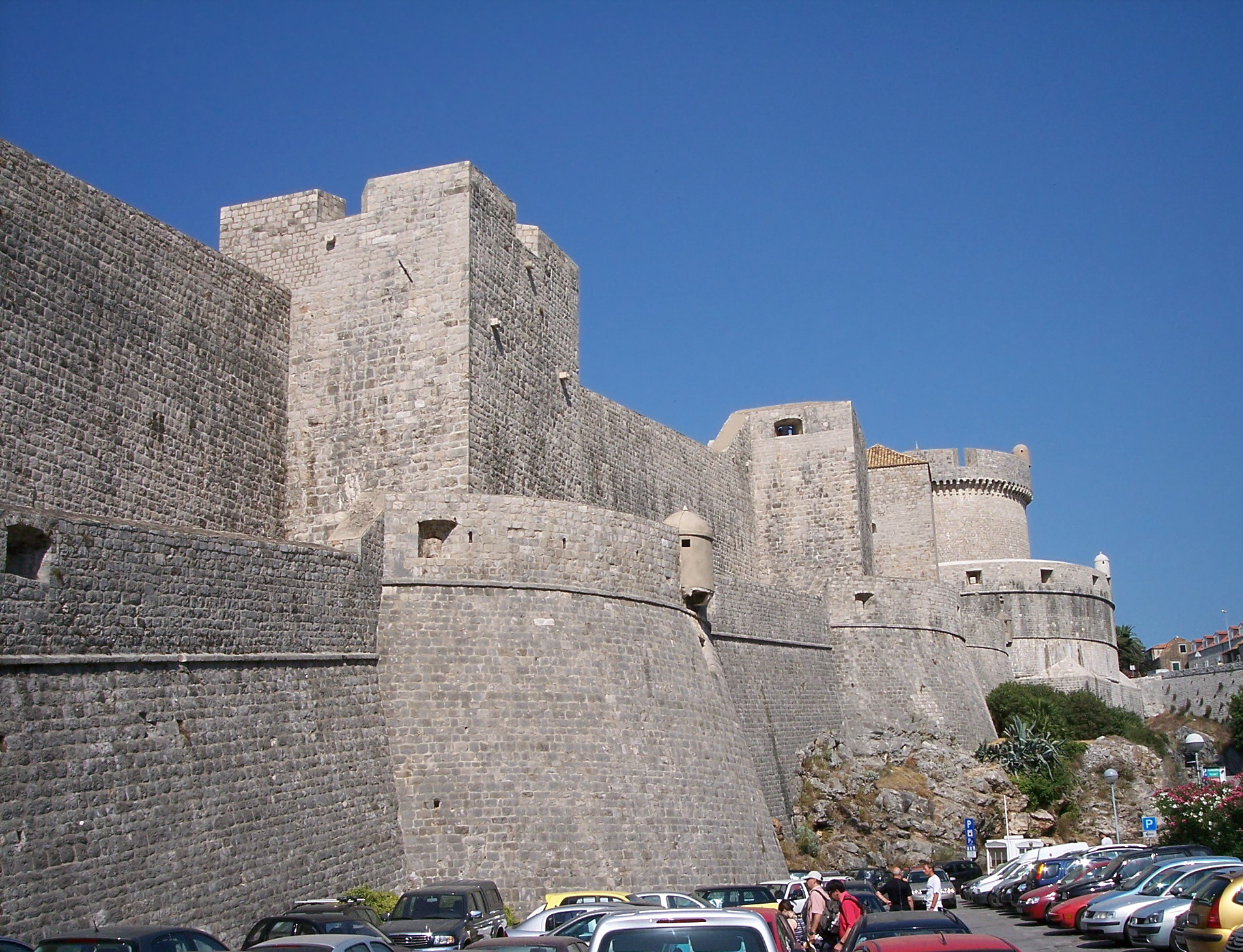
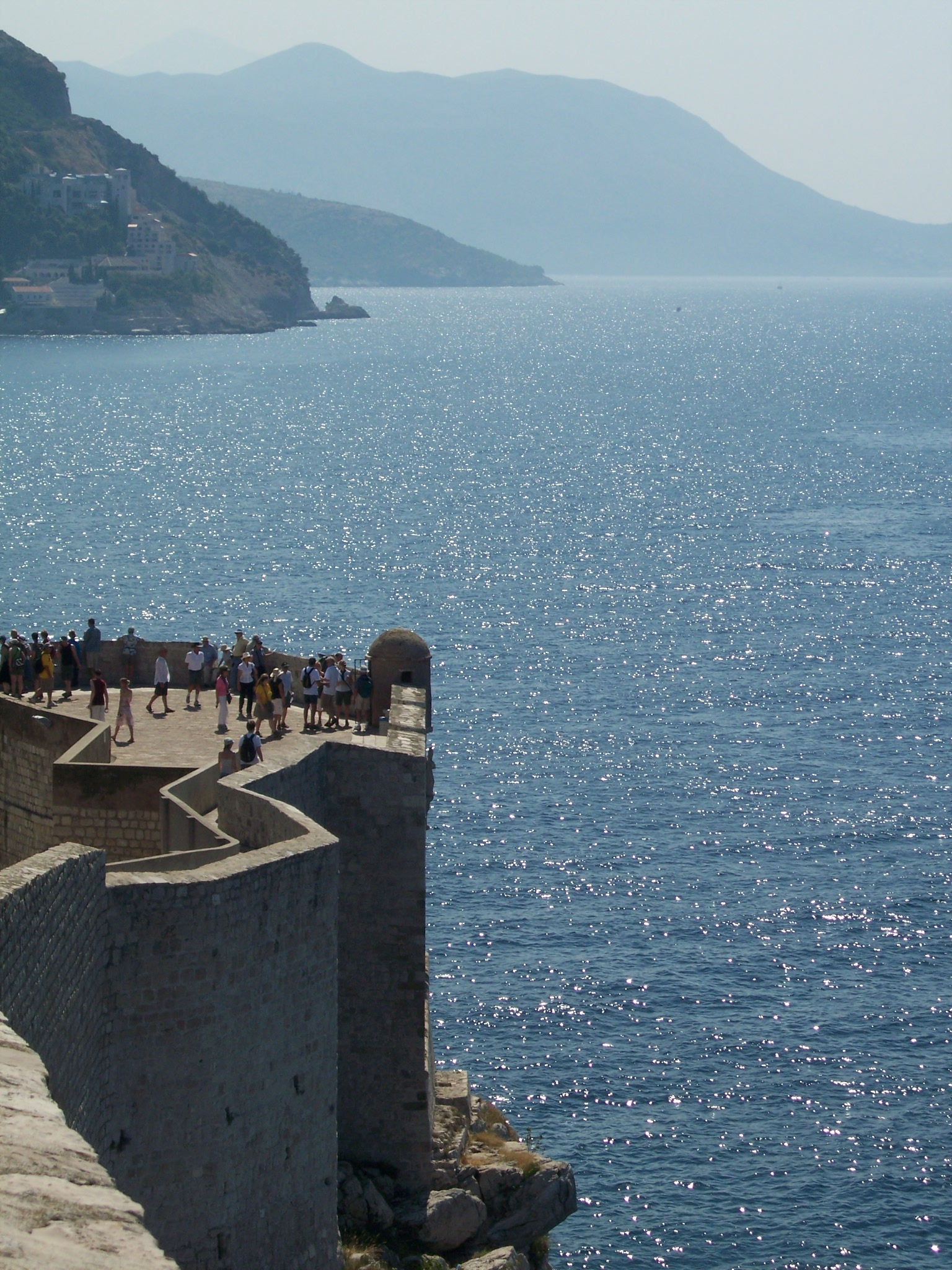
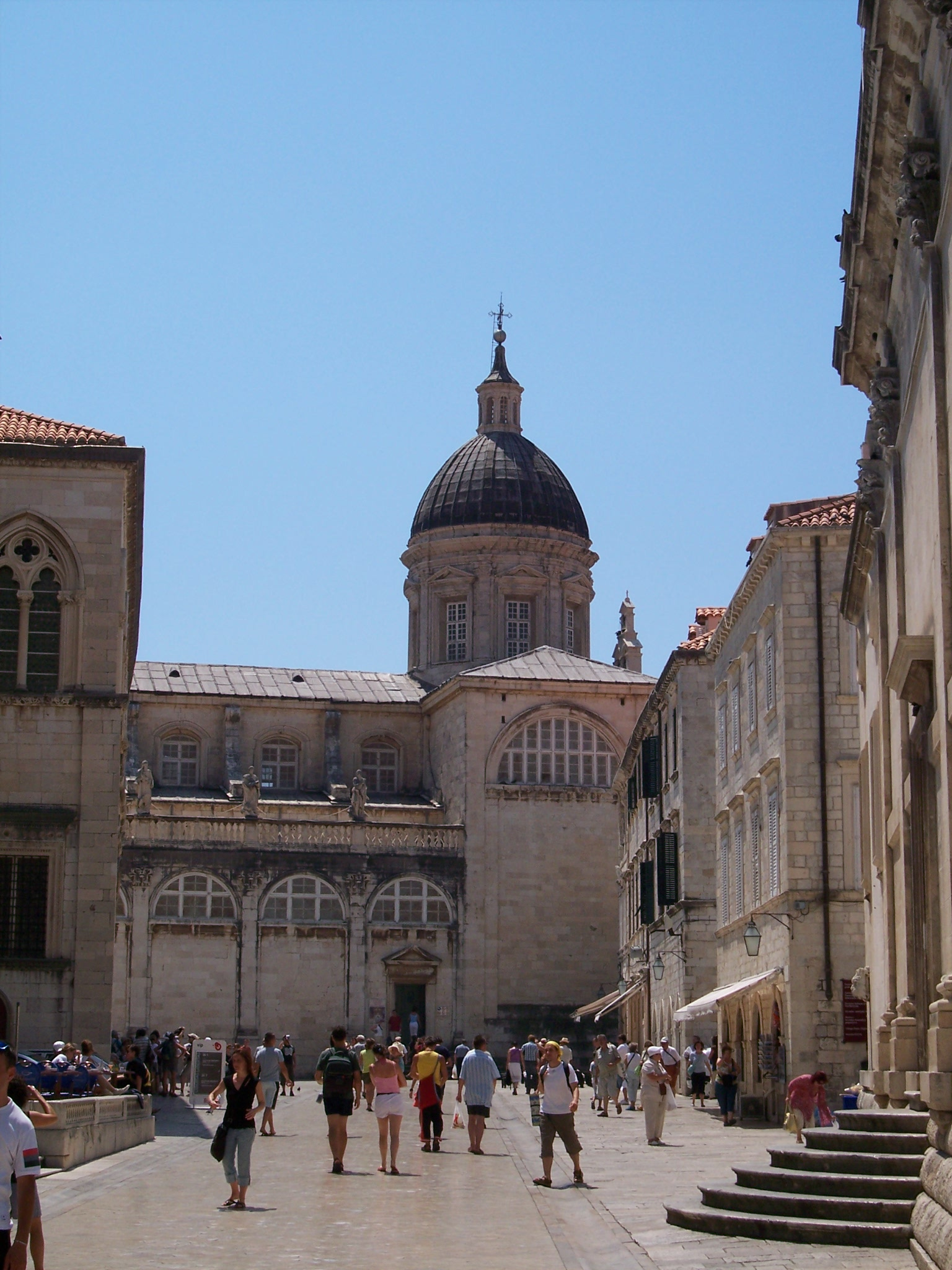
Кафедральний собор Вознесіння Діви Марії (Dubrovačka katedrala[hr])
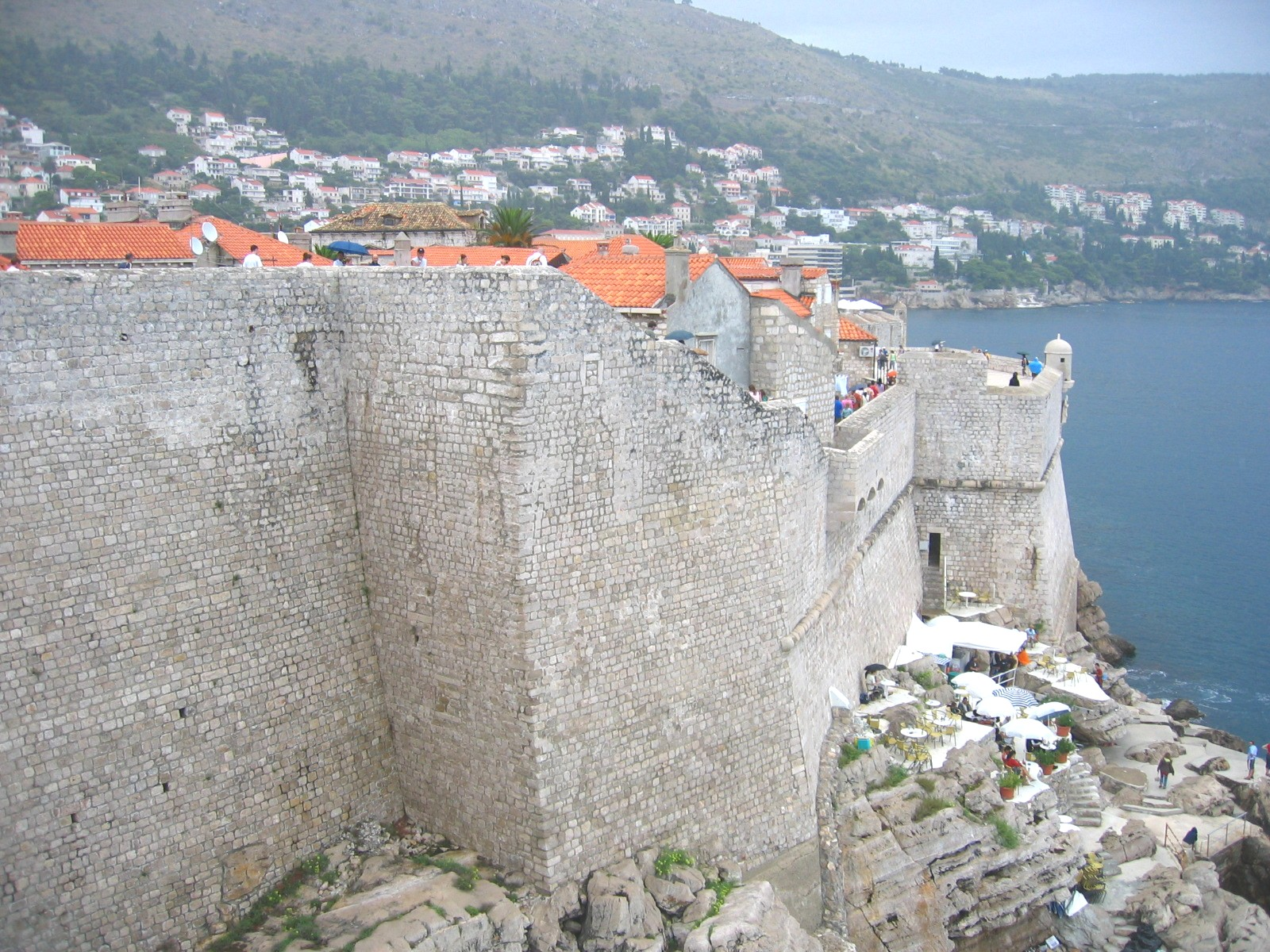
Massive walls
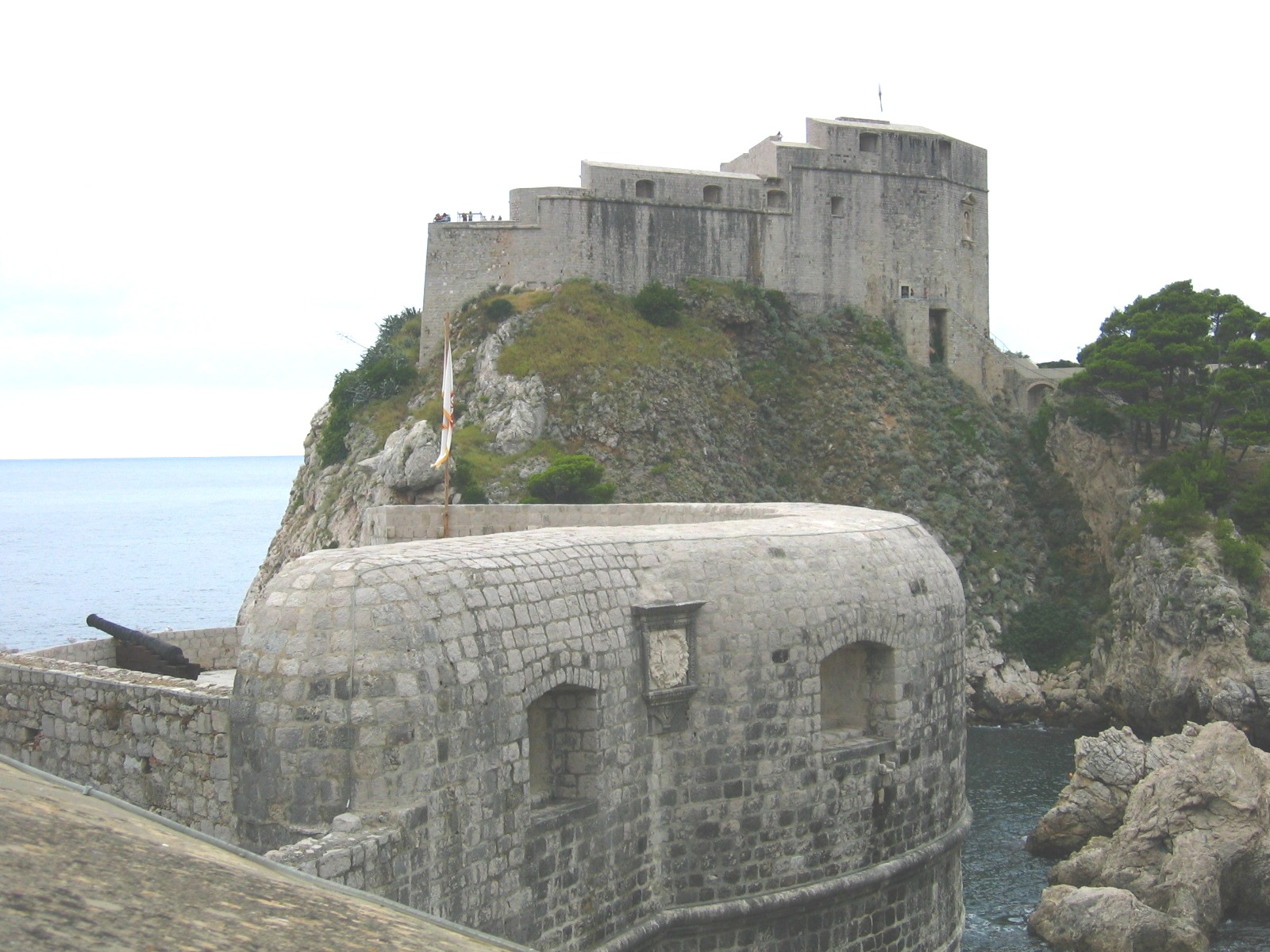
Форт Ловріенац[hr]
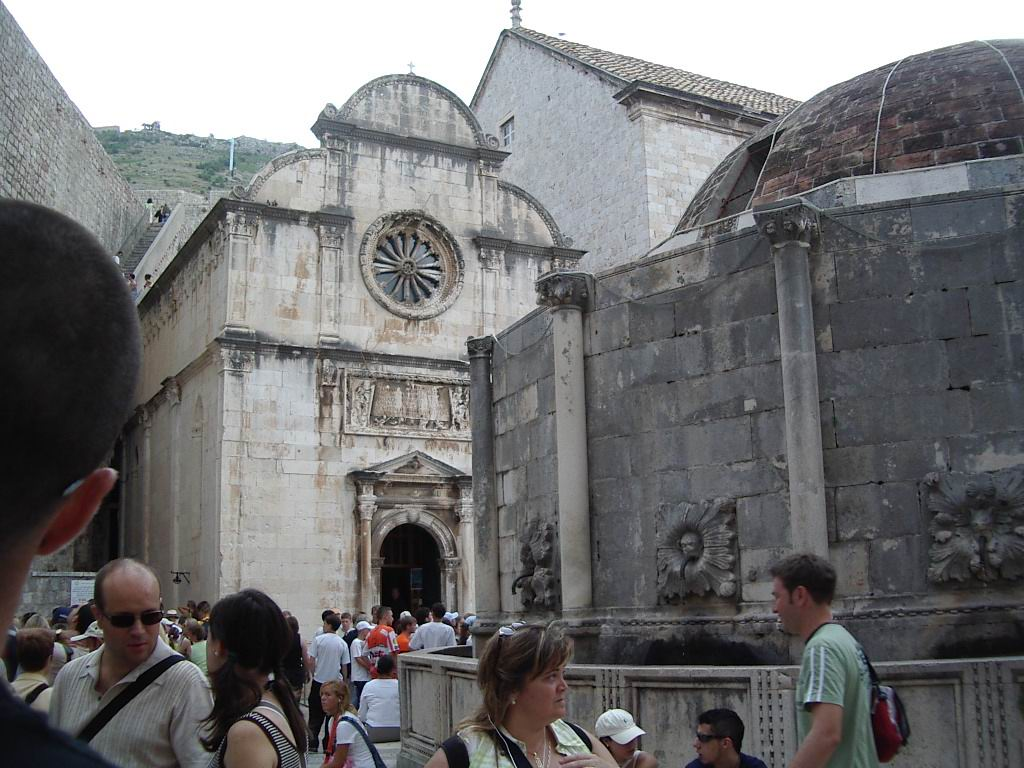
Фонтан Онофріо
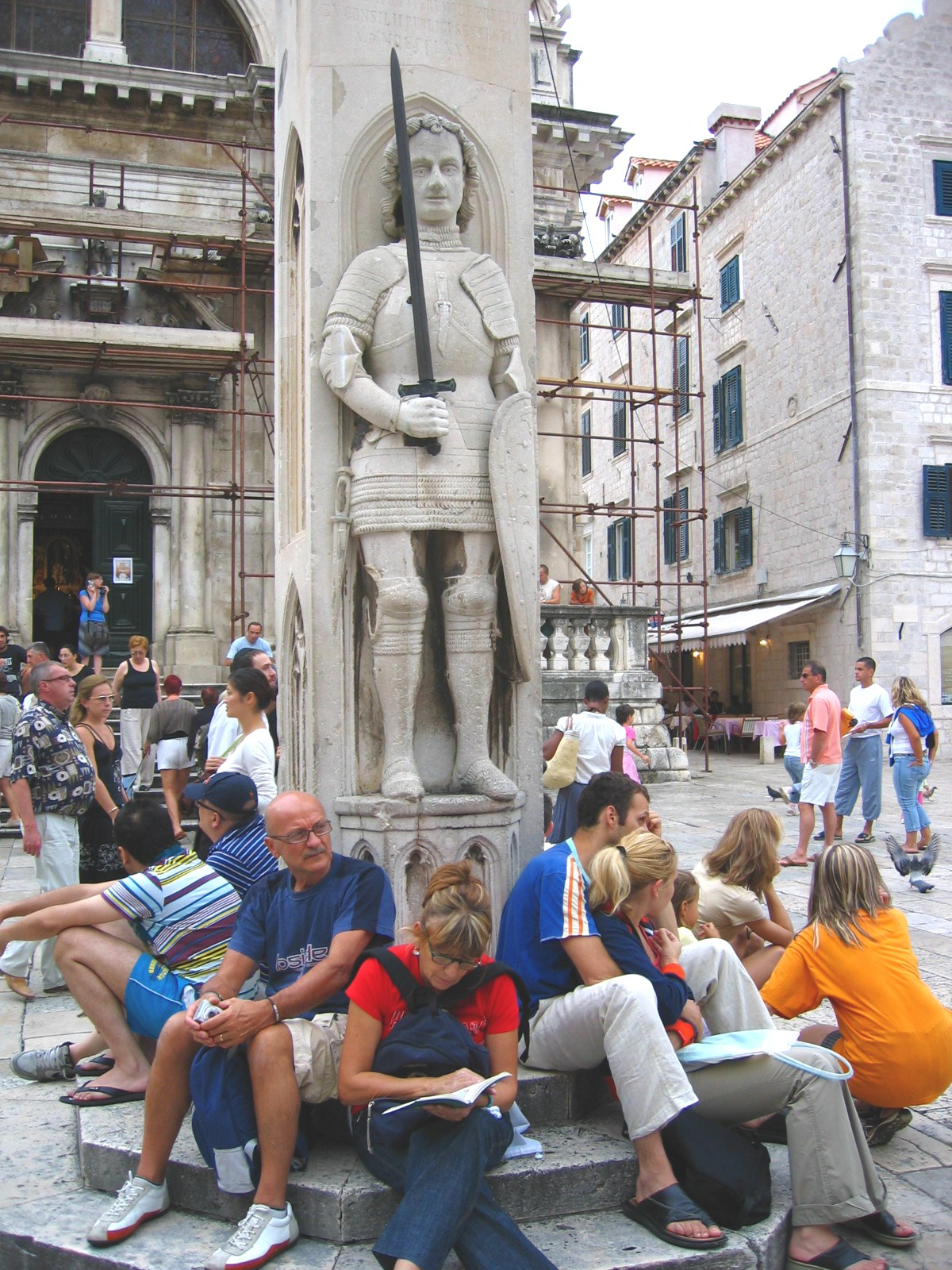
Статуя Орландо
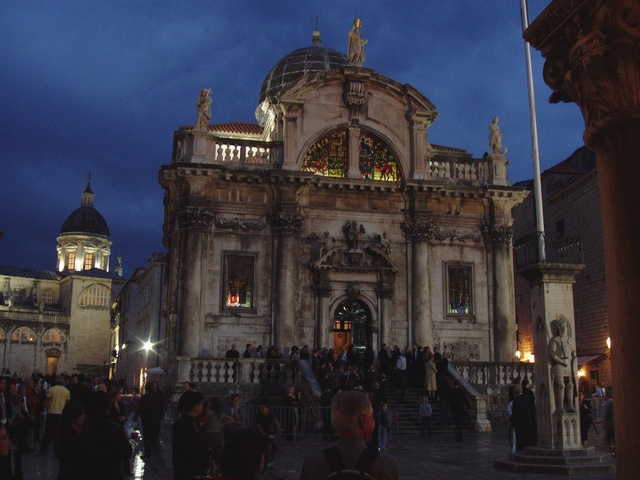
Church of St. Blasius by night

## Архівні джерела
- Договірна грамота короля Стефана Уроша з Дубровником. 1254 р. Інститут рукопису Національної бібліотеки України ім. В. І. Вернадського, Ф. V, № 940.